# フール・フォー・ザ・シティ
『フール・フォー・ザ・シティ』（FOOL for THE CITY、略称FFC）は、永野護作の漫画であり、漫画家としての永野の処女作。角川書店発行のアニメ雑誌『月刊ニュータイプ』創刊号の1985年4月号から1年間連載されていた。単行本全1巻（ニュータイプ100%コミックス）。
タイトルの由来は1970年代に活躍したイギリスのロックバンドフォガットの曲「FOOL FOR THE CITY」であり、この曲自体も本作品の大きなキーポイントとなっている。

## 設定
20世紀末から21世紀初頭にかけて大戦争が勃発、世界は壊滅的な大打撃を被った。
かろうじて生き延びた人々は、持てる力を結集して統一国家「地球連邦」を形成した。連邦では人々は徹底した管理機構のもと、争いのない平和な生活が保障されていた。
しかしその一方、この連邦形成にあたり、連邦を統括するマザーコンピューター「ドウター(DOUGHTER)」と高官たちは、自分たちの政策に不利となる因子をすべて消去する策をとった。特に、国民を扇動する要因の強い芸術や宗教が弾圧され、それらの記録も一切消去され、数多くの文化が人々の心から忘れ去られていった。
弾圧から逃れた芸術家たちは、辺境の地で地下生活に入り、「禁制」とされた文化を子孫たちに託していった。そうした彼らは「サクセサー(SUCCESOR)」と呼ばれ、一部では神格化されるまでに至った。しかしその彼らも、次第に多くが狩られていった。
そして地球連邦形成から約120年後。人々は作られた世界の中、何の不安もなく、理想的で平和な生活を送っていた。だが、それと引き換えに人類の文化の発展は停止した。そして人々はもはや、自分たちに感動を与える芸術、演劇、絵画、文学、音楽、ロックミュージックを忘れ去っていた。

### 作中世界での音楽文化
- ロックは全面禁止であり、ポップス、歌謡曲程度しか認可されていない。
- 楽器はすべて音色入力がデジタル信号となっており（いわゆるPCM）、楽器の名前も前世代から変化している。
  - ドラム → リズマー
  - ギター → メロダー
  - ベースギター → ビートリズマー
- ライブでは現代のように大音量スピーカーで音や歌を流すことはなく、観客はみな、イヤホンで音楽を聞く。

## あらすじ
西暦2185年。音楽バンド・スーパーノヴァのラスたちは、偶然にも最後のロック・サクセサーであるアラニア・シャンカールと出逢った。本物のロックに触れることができると喜ぶラスたちだが、彼女は心を閉ざし、ロックのことを心に封印していた。しかし後に、アラニアは音楽が人の心を動かす素晴しさを知り、ラスたちは本物のロックに触れる。そして、2世紀もの日々を隔て、再び人々の耳にロックの鼓動が響き渡る。

## 登場人物

### スーパーノヴァ
北米、ユーロー地区で最高の人気を持つ音楽バンド。
ラッセル・コール
主人公。ビートリズマー兼ボーカル担当。通称ラス。アラニアがサクセサーたちの仇であるログナー暗殺を企てた際、それを食い止めたことが彼女との出逢いとなった。以来、自分の家へアラニアを居候させ、やがて恋仲となってゆく。21歳。
アラニア・シャンカール・アンダーソン
物語のヒロイン。ロック・サクセサーの最後の生き残り。北インド（ネパール）のカシミール出身。家族構成は両親と兄との４人家族だが父親と兄はメトロポールに殺されており、当初はその件もあってサクセサーとしての生き方に反感を抱いていたが、マコトから父親の話を聞いたことで音楽の本当の素晴しさを知る。マコトの死後スーパーノヴァにメインボーカルとして加入する。17歳。
エドワード・マコト・カネコ（巻末英文記述より）
メロダー件ボーカル担当で、ラスの親友。16歳の頃、本物のロッカー（アラニアの父親）の『FOOL FOR THE CITY』を聞き、いつか自分もそれを歌うことを夢見て音楽の道を選んだ。アラニアを通じ、夢だった『FOOL FOR THE CITY』のテープを遂に手に入れるが、直後のスケープゴートと語らってのツーリング中メトロポールの襲撃をうけ死亡。21歳。
イアン・マクドナルド
メロダー担当。プレイボーイ。天才肌だが、それだけに身勝手な一面もあり、トラブルを起こすことも多い。20歳。名前の元ネタは、元キング・クリムゾン、元フォリナーのマルチプレイヤーで同姓同名のイアン・マクドナルド。
スティーブ・フリップス
リズマー担当。スーパーノヴァのリーダー格。24歳。
サイモン・オフロード
スーパーノヴァ結成に携わった人物で、現在はプロデューサーを務めている。32歳。
Mr.マクトミン
レジスタンス組織の大物でアラニアの後見人。サイモンと意気投合し、アラニアの加わったスーパーノヴァを支援する。

### スケープゴウト
いわゆる暴走族。この時代の警官たちからは「ただ走るだけで何が面白いのか分からない連中」と見なされ、あまり相手にされていない。なお、この時代の乗物はほとんどが電動であり、彼らのバイクも例外ではない。
アニマル・ドーシー
スケープゴウトのリーダー。唯一、旧式バイク（現代の内燃機関式）に乗っており、しかも愛車は世界にただ1台残ったハーレーである。ラスやマコトとも親しい。

### メトロポール
22世紀で最強権力を持つ情報管理局。
ファルク・U・ログナー
「機械は人間が操作する」という原則のもと、唯一ドウターに命令できる人物として、ドウター自身に作られた人間。そのことから「マシン・チャイルド」の通称で呼ばれる。事実上の世界最高権力者で、彼に対しては政治家や官僚たちも、誰1人口を挟むことはできない。自分を創ったドウターを母の意味で「ママ」と呼ぶ。23歳。
ソーニャ・カーリン
ログナーの片腕である女性大尉。ログナーの本来の任務、そして彼の真の企みの双方に忠実に仕えている。一方、身分を隠してメトロポールに対するレジスタンスの協力者及び情報提供者としても務め、メトロポールの情報を彼らに提供するが、その彼らの動向をログナーに報告する役目も持つ。
ドウター
地球連邦を統括するマザー・コンピューター。人格を持ち、会話もできることからヒューマン・コンピューターとも呼ばれる。自ら創ったログナーを息子として「ファル」と呼ぶ。ログナー不在時には自らメトロポールに命令を下すこともある。

## 機動ポリス
メトロポールのもとで働くロボット警察官。
ロウ・グライド
パトロール用。現代で言えば単なる巡査。会話も可能で、ラスが職務質問を受けるシーンがある。
スカウト・グライド
事件用。一般的な事件が起きた際に出動する。未登場。
ハンター・グライド
レジスタンス、テロリスト討伐用。未登場。
フレイム・グライド
同じくレジスタンス、テロリスト討伐用。火炎放射を武器とする。冒頭のロックコンサート破壊シーンで登場。
ベオ・グライド
最新型機動ポリス。殺人専門のロボットで、人間と見れば誰彼構わず射殺する。人間の警官たちですら、識別レーザーを出していないとこのベオに射殺されてしまう。そこから付いた通称は「デストロイド・コマンダー」。出動にはログナーの許可が必要だが、スケープゴウトを全滅させた際はドウターがメトロポール長官に直接出動を命じ、自らコントロールしていた。

## 備考
- 作者の遊びであろうが[要出典]、よく見ると所々に重戦機エルガイムのキャラクターが紛れ込んでいる（もっともわかりやすいところでは単行本176ページ2コマ目の、ミラウー・キャオ、クワサン・オリビー、ネイ・モー・ハン、ガウ・ハ・レッシィか。また178ページ1コマ目にはアッカンベーをするファンネリア・アムがいる。そもそも、「レジスタンス」の大物であるマクトミンがデザインはおろか名前まで同じであるなど）。

## 関連作品

### 漫画
ファイブスター物語（FSS）
詳細は該当記事を参照のこと。第3部において、ヒロインのラキシスが時間のずれに入り込み、いくつかの世界を放浪した末、西暦1945年の地球に辿り付き2185年に本作のソーニャ・カーリンに出会って彼女に協力を得る、とされている。
なお本作は元々、漫画執筆経験の無かった永野が、FSS連載に先立って習作として描いた作品である。特に作画には試行錯誤がうかがえ、欄外に「もう見栄を張ってGペン使うのは止めた（ロットリングを使用）」「前回からGペン復活した」「やっとGペンに慣れた」などのコメントが残されている。

### 音楽
スーパーノヴァ（1987年）
全8曲のイメージアルバム。本作中のバンド・スーパーノヴァのデビューアルバムとしても位置づけられており、作中でスーパーノヴァが歌う曲も収録されている。2曲はインストゥルメンタルで、6曲は川村万梨阿によるボーカルであり、歌手としての川村万梨阿の1stアルバムでもある。
フール・フォー・ザ・シティ（1987年）
本作のイメージソングとしてリリースされたシングル。ボーカルは同じく川村万梨阿。フォガットの「FOOL FOR THE CITY」とは全くの別物。

## 参考資料
- 書籍
  - 永野護 『フール・フォー・ザ・シティ』 全1巻 角川書店、1987年。
  - 永野護ほか 『ファイブスター物語 エピソードガイド1986-1997』、角川書店、1997年。
  - 永野護 『ファイブスター物語』第1巻、角川書店、1987年、189頁、197頁。
- 音楽
  - 永野護 『スーパーノヴァ』 日本コロムビア、1987年。
  - 川村万梨阿 『フール・フォー・ザ・シティ』 日本コロムビア、1987年。
  - Foghat, FOOL FOR THE CITY, 1975.